# 克伦珀
克伦珀（德語：Krempe，發音：[ˈkʁɛmpə] ⓘ）是德国石勒苏益格-荷尔斯泰因州施泰因堡县的城市，面积3.39平方千米，2023年12月31日人口为2,429人。